# 173094 Wielicki
173094 Wielicki è un asteroide della fascia principale. Scoperto nel 2007, presenta un'orbita caratterizzata da un semiasse maggiore pari a 2,8693873 UA e da un'eccentricità di 0,0465193, inclinata di 1,11426° rispetto all'eclittica.